# 술라웨시꼬마땃쥐
술라웨시꼬마땃쥐(Crocidura levicula)는 땃쥐과에 속하는 포유류의 일종이다. 인도네시아의 토착종이다.